# Сонно Джои
„Сонно Джои“ (на японски: 尊皇攘夷, „Почитай императора, изгони варварите“) представлява японска и китайска политическа философия и социално движение, повлияно от неоконфуцианството, което става основен политически лозунг в периода 1850 – 1860 г., преди свалянето на шогуната Токугава (т.нар. период „Бакумацу“)

## Зараждане

### Етимология
Първоначално този лозунг се появява в Китай по време на Източната династия Джоу и по-конкретно в т.нар. „Пролетен и есенен период в Китай“ и се отнася до усилията на китайските феодални владетели да отблъснат варварите. Магистратът Гуан Джун от кралство Ци започва политика, наречена „Почитай краля, изгони варварите“, която е подета и от други владетели. Самият Конфуций възхвалява Гуан Джун за това че се опитва да съхрани китайската цивилизация. С пренасянето на конфуцианството в Япония този лозунг навлиза с превода си „Сонно Джои“.

### Философия
Философския смисъл на фразата в Япония може да се проследи от началото на 17 век когато конфуцианските учени Ямазаки Ансай и Ямага Соко в своите творби поставят японския императорски двор над останалите управляващи родове по света. Тези идеи са доразвити от представителя на движението „Кокугаку“ (букв. Наука за държавата) Мотоори Норинага, както и в теорията за абсолютна преданост към императора на Япония (尊皇論, сонно:рон) на Такеноучи Шикибу според която шогуната Токугава стои под императорската институция. Представителят на школата „Митогаку“ (水戸学) Аизава Сейшисай използва термина в своя труд „Шинрон“ (新論, букв. Нова теза), но там се има предвид почитта на шогуната Токугава към императора, а изгонването на варварите се свързва със забраната на християнството.

## Влияние
През XVIII и XIX век зачестяват инцидентите с чужди кораби в японски води, която псотавя на изпитание политиката на национална изолация (Сакоку) на Япония. Сонно Джои прераства в реакция срещу Конвенцията от Канагава от 1854 г., която отваря няколко японски пристанища за чуждестранна търговия. Отварянето на страната от комодор Матю Пери среща яростната съпротива на самурайската каста. Неспособността на шогуната Токугава да се противопостави на чужденците, въпреки желанието на императорския двор дава повод на Йошида Шоин и други противници на шогуната да разпространяват идеите си, че военното правителство на Токугава е отслабено и трябва да бъде заменено от форма на държавно управление, която да изпълни волята на императора.
Тази идея е възприета от няколко непокорни самурайски клана от провинциите Сацума и Чошу както и от императорския двор. Император Комей лично изразява подкрепата си, и в разрез с вековната традиция, започва активно да се меси в държавните дела. Той се противопоставя на неравноправните договори, подписани между Япония и западните държави и се опитва да влияе на избора на следващ шогун. През март 1863 г., той издава заповед да се „изгонят варварите“ (攘夷勅命), но шогуната няма намерение да я осъществи. Това води до нападения над чужденци и правителствени служители, обстрелване на чужди кораби в Шимоносеки и отделни нападения от самураи без господари (Ронин). Най-известният случай е убийството на британския търговец Чарлз Ленъкс Ричърдсън.
В отговор на това западните сили отговарят с искането за репарации и бомбардировки на Кагошима. Тези инциденти показват неспособността на шогуната да се противопостави на западната военна мощ и допълнително отслабват шогуната. Впоследствие Сацума и Чошу се обединяват, свалят военното правителство на Токугава и допринасят за реставрацията Мейджи. Лозунгът „Сонно Джои“ никога не е бил политика на шогуната или разбунтувалите се кланове. Сацума, например, осъществява връзки със Запада, купува оръжия, кораби и тн.
След реставрацията Мейджи, лозунгът е заменен с „Фукоку Кьохей“(富国強兵, богата държава – силна армия).